# Шугар-Ленд
Шугар-Ленд (англ. Sugar Land) — город в США, расположенный в штате Техас в пределах Большого Хьюстона, образованного городами Хьюстон — Шугар-Ленд — Бейтаун.
Основанный как сахарная плантация в первой трети 1800-х годов, Шугар-Ленд является самым большим городом и экономическим центром округа Форт-Бенд. Город занимает третье место по численности населения и второе по значению в экономической деятельности Хьюстона.

## История
Истоки культурного наследия города восходят к землевладельцу Стивену Ф. Остину. Один из первых поселенцев Сэмюэль М. Уильямс (англ. Samuel M. Williams) назвал эту землю «Оклендской плантацией», так как там произрастало много различных видов дуба: дуб иволистный (англ. Willow Oak), дуб звёздчатый (англ. Post Oak), дуб чёрный (англ. Water Oak), дуб южный красный (англ. Southern red oak) и дуб виргинский (англ. Live Oak).
В 1838 году брат Уильямса, Натаниэль (англ. Nathaniel), купил землю.
Они управляли плантацией, выращивая хлопок, зерно и сахарный тростник. В течение этих первых лет окрестность, которая теперь является Шугар Лендом, была центром общественной жизни вдоль реки Бразос.
В 1853 году, Бенджамин Терри и Уильям Дж. Кайл (англ. Benjamin Terry and William J. Kyle) купили Оклендскую Плантацию у семьи Сэмюэля М. Уильямса. После смерти Терри и Кайла, полковник Э. H. Каннинэм (англ. E. H. Cunningham) купил 12 500 акров (51 км ²) плантации вскоре после гражданской войны и посёлок, разросшийся вокруг его сахароочистительного завода сахара приблизительно в 1879 году получил права города.

## География и климат

### География

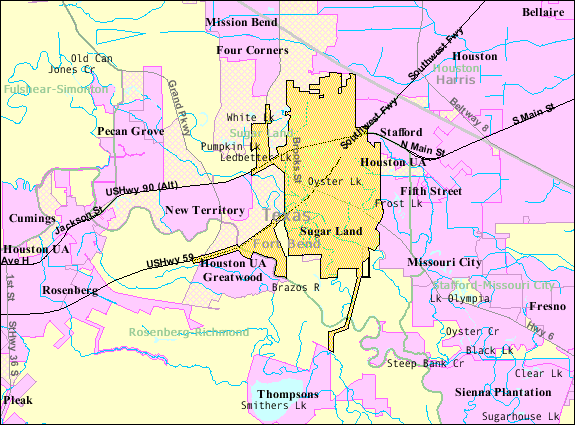
Карта Шугар Ленда

Шугар-Ленд расположен в округе Форт-Бенд, в 40 км к юго-западу от Хьюстона. Согласно Бюро переписи населения США, город имеет общую площадь 64,5 км², из которых, 62,4 км² покрыта сушей, и 2,1 км² — водой.
Значительная часть города находится на высоте от 21 до 27 метров над уровнем моря, региональный аэропорт Шугар-Ленд расположен на высоте 25 метров над уровнем моря.
Река Бразос протекает через юго-западную и южную часть города и затем в округ Бразориа. Oyster Creek течёт с северо-запада на восток к соседнему городу Миссури Сити (штат Техас). Воды обеих рек наполняют большое количество искусственных озёр в городе.

### Геология
Подкрепление поверхности земли области является неуплотнёнными глиной, глинистыми сланцами, и слабо цементируемыми песками, простирающимися на глубины нескольких миль. Геология области развивалась от депозитов потока от эрозии скалистых гор. Эти отложения состоят из ряда песков и глин, депонированных при распаде органического вещества, которое, в течение долгого времени, было преобразовано в нефтяной и природный газ. Ниже этих рядов депонированный водой слой галит, каменной соли. Пористые слои были сжаты в течение долгого времени и выдвинуты вверх.

### Климат
Климат Шугарленда классифицирован как являющийся влажным субтропический. Город расположен в заливе прибрежного биома равнин, растительность классифицирована как «умеренное поле» (англ. Grasslands). Средние ежегодные осадки составляют 48 дюймов. Преобладают ветра с юга и юго-востока в течение большей части года, которые приносят высокую температуру и влажность c Мексиканского залива.
Летом, среднесуточные высокие температуры находятся в пределах 35 °C по большей части в июле и августе. Летние грозы иногда приносят торнадо. Дожди днём весьма привычны, и в большинстве дней, метеорологи Хьюстона предсказывают по крайней мере некоторую вероятность дождя.
Зимы в Хьюстоне бывают прохладными и умеренными. Средняя температура зимой составляет 16 °C/7 °C. Самый холодный период обычно приходится на январь, когда северные ветра приносят дожди.

## Демография
В последнее десятилетие XX века Шугар-Ленда стал одним из наиболее быстро растущих городов в Техасе. Согласно переписи населения 2000 года, рост населения с 1990 по 2000 год составил 158%.
По данным переписи населения  в 2006 году, проживало 63 328 человек, было 20 515 домашних хозяйств, и 17 519 семей, проживающих в городе.
Численность населения:
- 1950 — 2,285
- 1960 — 2,802
- 1970 — 3,318
- 1980 — 8,826
- 1990 — 33,712
- 2000 — 63,328
- 2006 — 79,943

Расовая составляющая города такова (см. расовый состав США):
- 56,00 % — белые американцы,
- 5,20 % — афроамериканцы,
- 0,24 % — коренные американцы,
- 33,80 % — выходцы из Азии,
- 0,03 % — гавайцы или жители Океании,
- 2,32 % — прочие расы,
- 2,41 % — две или более расы (см. метис),
- 7,98 % — выходцы из Латинской Америки.

Возраст населения:
- 31,2 % населения — моложе 18,
- 6,2 % населения — от 18 до 24,
- 28,7 % населения — от 25 до 44,
- 27,2 % населения — от 45 до 64,
- 6,7 %, населения возраст которых — 65 лет и старше.

Средний возраст составлял 37 лет. На каждых 100 женщин приходилось 95.8 мужчин. На каждых 100 женщин в возрасте 18 лет и больше приходилось 91.5 мужчин.
Насчитывалось 20 515 домашних хозяйств, из которых у 51,2 % были дети моложе 18 лет, проживавшие с родителями; 74,5 % были женатыми парами, живущие вместе, у 8,4 % были домовладельцы — одинокие женщины, и 14,6 % не имели семей.
Согласно статистике Американского обзора сообщества (англ. American Community Survey), в 2008 году средний показатель доходов домашнего хозяйства в городе составлял 107 187$, а средний показатель доходов на семью составлял 117 720$. У мужчин был средний показатель доходов 78 183$ против 47 209$ у женщин. Доход на душу населения для города составлял 41 316$. Приблизительно 3,2 % семей и 3,8 % населения были ниже черты бедности, включая 3,3 % из тех до возраста 18, и 8,9 % из тех, чей возраст 65 лет и старше.

## Транспорт
В Шугар-Ленде нет системы общественного транспорта, однако, он был возможным кандидатом на расширение системы легкорельсового транспорта Хьюстона сети трамваев «METRORail» посредством запланированной пригородной железной дороги вдоль американского Шоссе 90A (англ. U.S. Highway 90A).

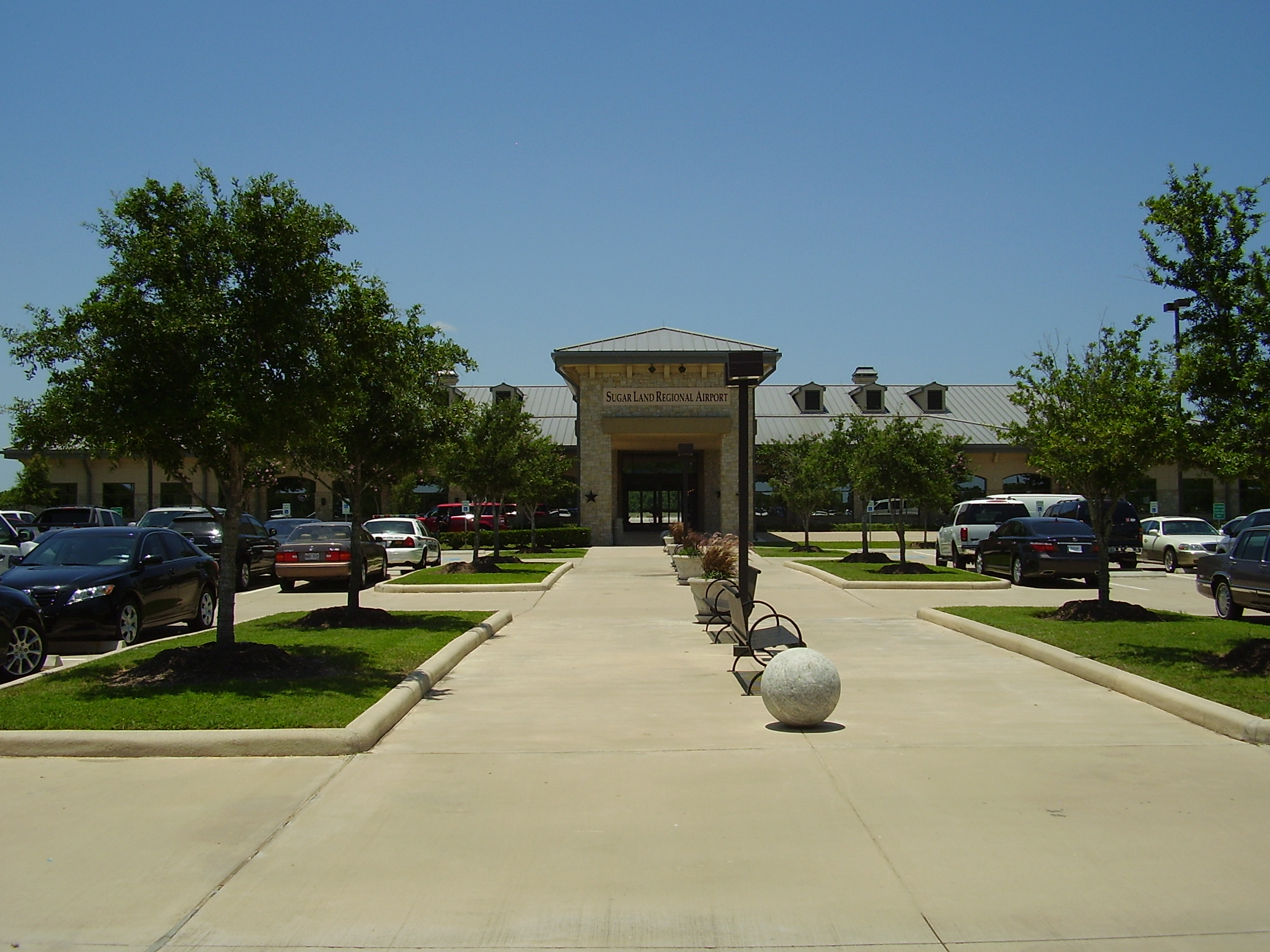
Региональный аэропорт Шугар Ленда
В день аэропорт принимает приблизительно 250 рейсов.
Аэропорт служит гражданской авиации области, авиация обслуживает корпоративную, правительственную, и частную клиентуру. В 2006 были открыты новые 20 000 квадратных футов (1 900 m2), терминал и 60 акров (243 000 m2).

## Спорт
В 1967 году в Шугар-Ленде была сформирована команда пловцов под названием «Акулы Шугар-Ленда» (англ. the Sugar Land Sharks).

## Медиа
Кино
- В 1974 году в Шугар Ленде и его окрестностях Стивен Спилберг снимал свой первый художественный фильм «Шугарлендский экспресс», часть действий в котором происходит в Шугар Ленде. Многие из самых ранних сцен были сняты в соседнем центре предварительного показа тюрьмы Беофорда Х. Джестера.
- В Шугар Ленде был также снят фильм «Пудра» 1995 года выпуска, включая съёмки старой тюрьмы.

Музыка
- Фолк музыкант Лидбелли в песне «Midnight Special» дискутирует по поводу своего ареста в Хьюстоне и его пребывание в тюрьме Шугар Ленда в 1925 году.

«If you’re ever down in Houston, Boy, you better walk right. And you better not squabble. And you better not fight. Bason and Brock will arrest you. Payton and Boone will take you down. You can bet your bottom dollar, That you’re Sugar Land bound»

- Музыкальная кантри группа «Sugarland» получила своё имя в честь города.

Пресса
Самой главной газетой в Хьюстоне и Шугар Ленде является «Houston Chronicle». В городе также выходит альтернативная газета «Houston Press».

## Галерея

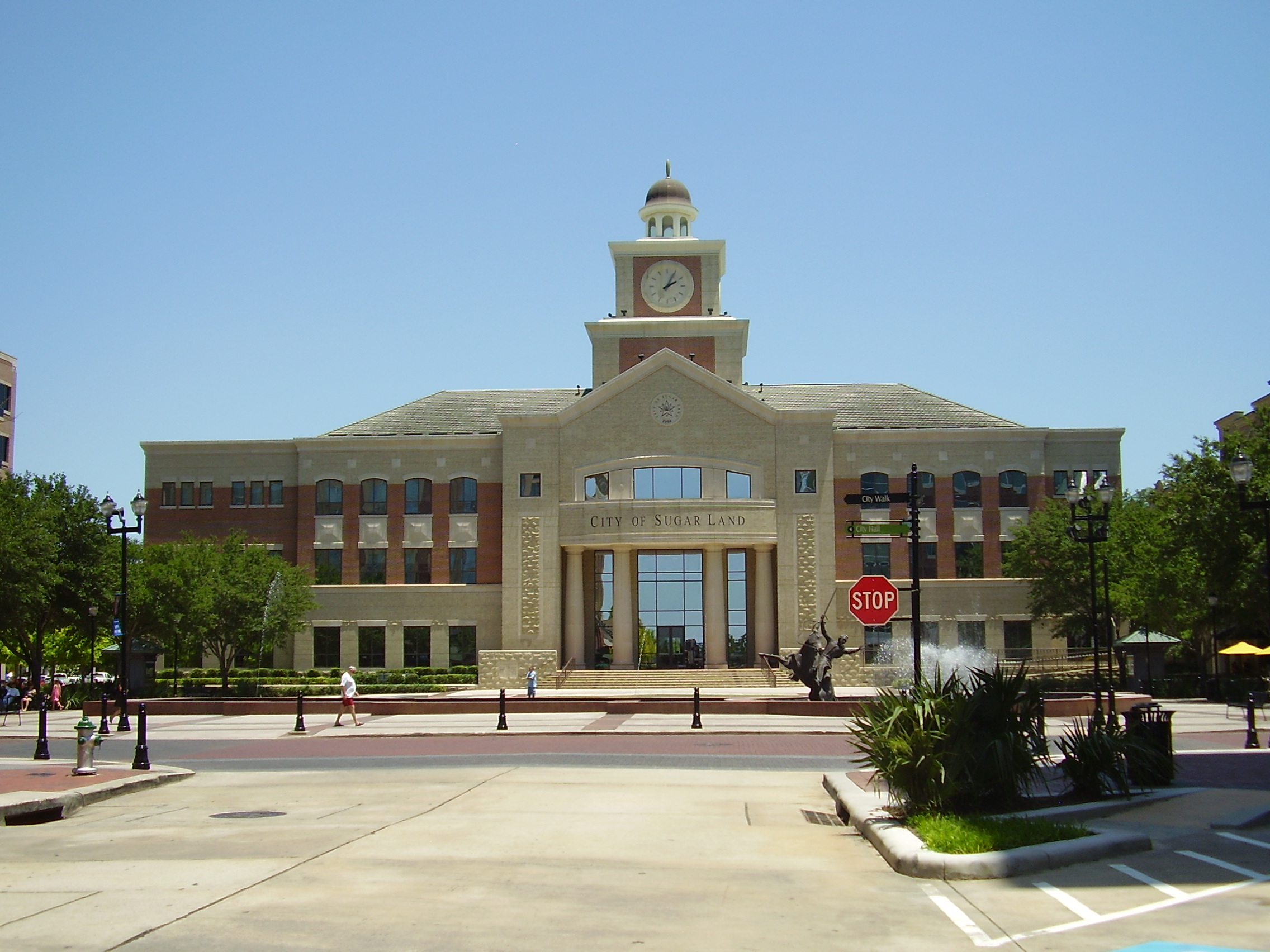
Здание муниципалитета
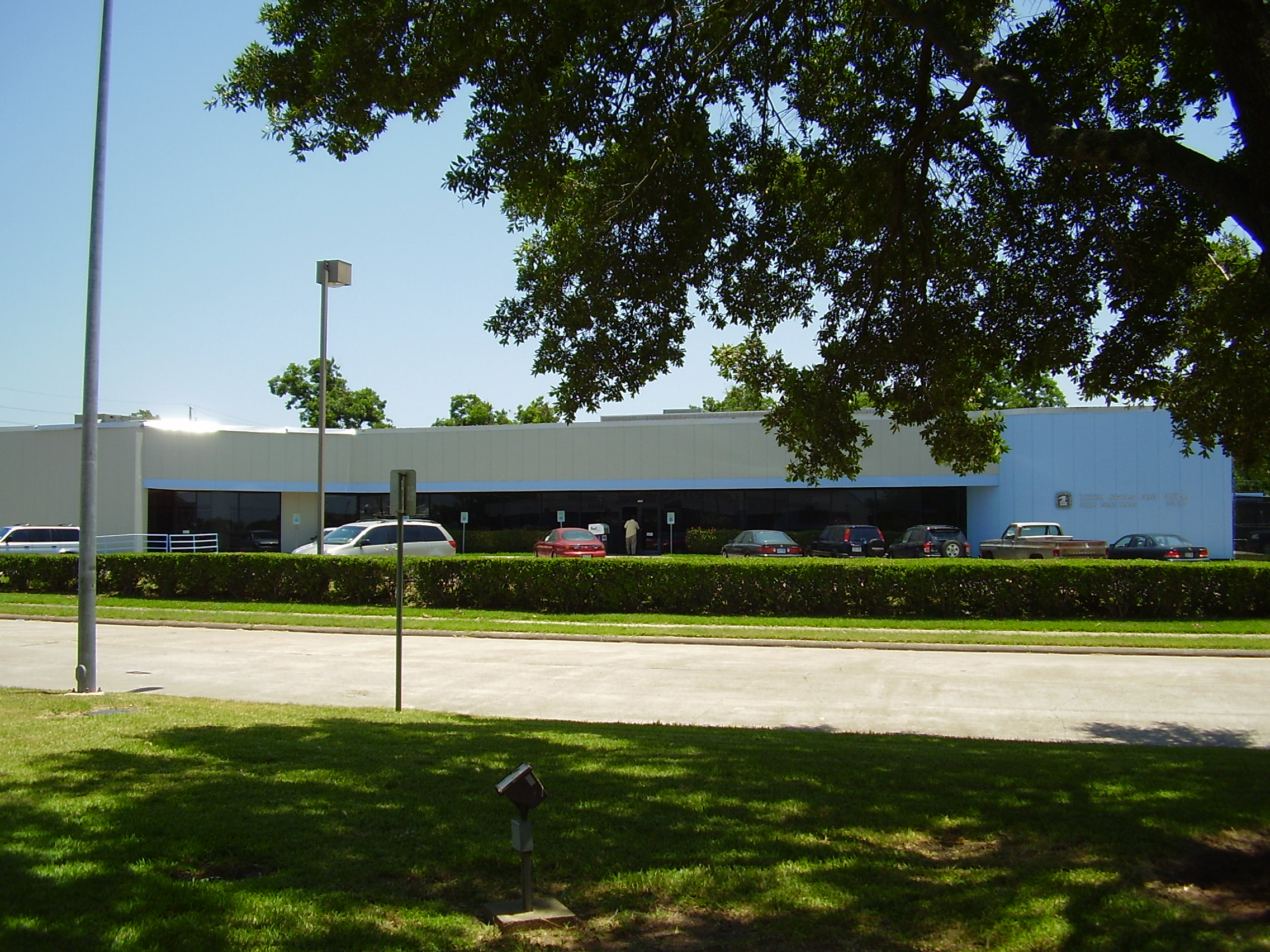
Здание офиса почты
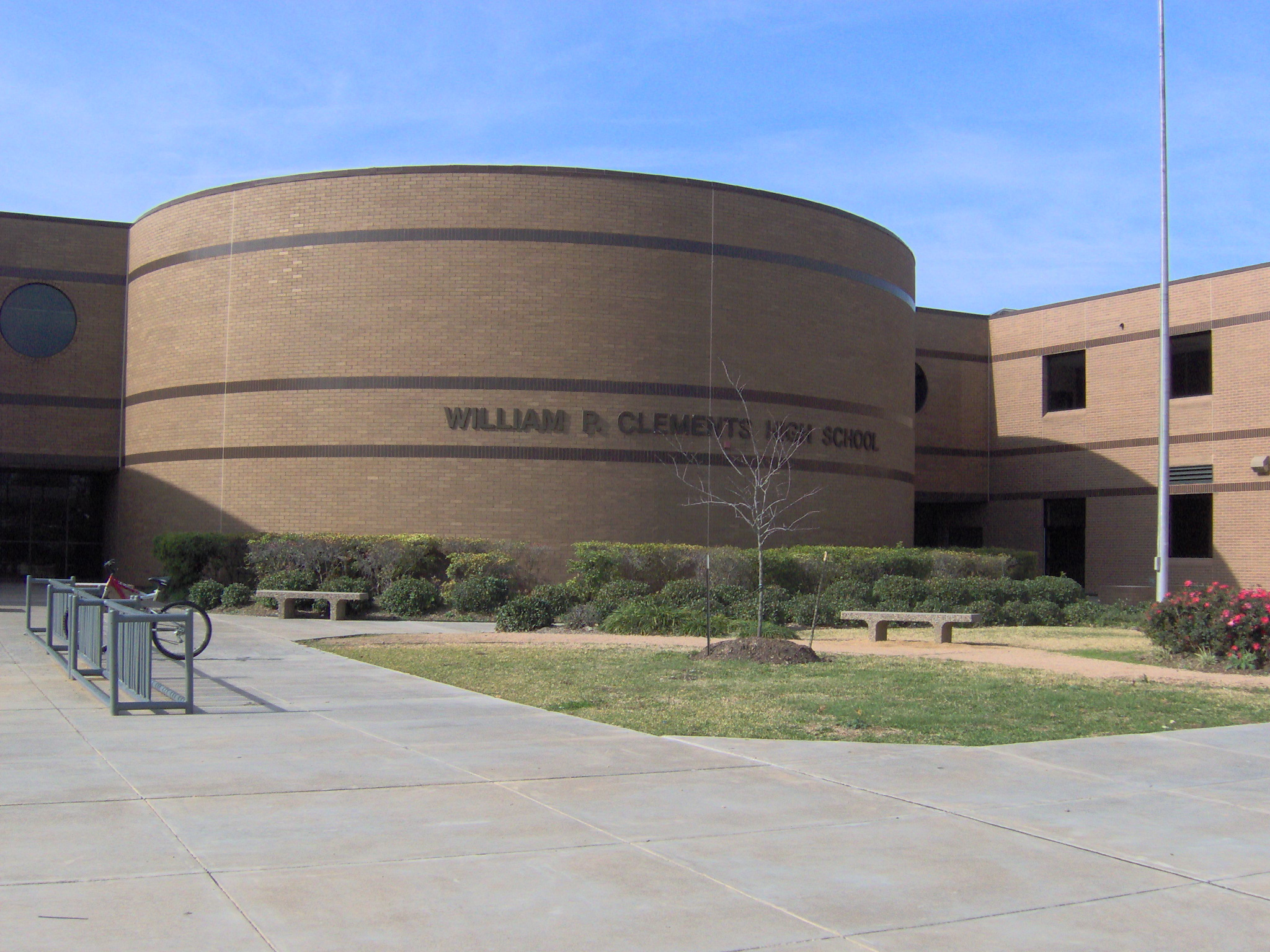
Здание высшей школы